# Мерлушка
Мерлу́шка — шкурка ягнёнка грубошёрстной породы овец. Возраст ягнёнка на момент убоя не более 30 дней.
Различают русскую и степную мерлушки. Русскую мерлушку получают от овец грубошёрстных северных пород, она имеет первичный волосяной покров с кольцеобразными и штопорообразными завитками. Степную мерлушку получают от курдючных овец.
Мерлушка может быть белой, чёрной, коричневой.
Мерлушка используется для изготовления головных уборов, галантерейных изделий, верхней одежды.